# Chollima-1
El Chŏllima-1 (en coreano: 천리마 1호, "Caballo de las Mil Millas", originalmente un animal mítico de China) es un vehículo de lanzamiento orbital de Corea del Norte. Se utiliza para poner en órbita terrestre a pequeños satélites. Según el análisis de expertos occidentales, el vehículo de lanzamiento oribital consta de tres etapas, la primera de las cuales se basa en el misil balístico intercontinental Hwasong-17. El sitio de lanzamiento de satélites de Sohae en la provincia de P'yŏngan-pukto sirve como lugar de lanzamiento de ese vehículo.

## Historia
La existencia del Chŏllima-1 sólo se hizo pública cuando la Agencia Central de Noticias de Corea informó sobre un intento de lanzamiento con el satélite de reconocimiento Malligyong-1 en mayo de 2023. El encendido del motor de la segunda etapa falló, por lo que el cohete cayó alrededor de 200 kilómetros al suroeste de la isla Eocheong en el mar Amarillo. Imágenes de satélite mostraron que en tan sólo un mes se había instalado una instalación de lanzamiento del cohete en el terreno de Sohae.
También fracasó un segundo intento con una segunda copia del Malligyong-1 en agosto de 2023, esta vez debido a una activación falsa de la autodestrucción durante el vuelo de la tercera etapa del cohete. Los restos de la fase cayeron en el mar de la China Meridional, al oeste de Filipinas.
Durante el tercer intento de lanzamiento que ocurrió el 21 de noviembre de 2023 con una tercera copia del satélite, la primera etapa del cohete explotó poco después de la separación de las etapas. Sin embargo, el lanzamiento fue exitoso y Malligyong-1 alcanzó una órbita heliosincrónica en aproximadamente 500 kilómetros de altitud.

## Lista de lanzamientos
| N.° | Fecha ( UTC )                 | Lugar de inicio | Carga útil                                | Observaciones |
| --- | ----------------------------- | --------------- | ----------------------------------------- | ------------- |
| 1   | 30 de mayo de 2023 21:27      | Sohae           | Malligyong-1 (satélite de reconocimiento) | Falla         |
| 2   | 23 de agosto de 2023 18:50    | Sohae           | Malligyong-1 (satélite de reconocimiento) | Falla         |
| 3   | 21 de noviembre de 2023 13:42 | Sohae           | Malligyong-1 (satélite de reconocimiento) | Éxito         |